# Barcelona Futebol Clube
Il Barcelona Futebol Clube, meglio noto come Barcelona-RO o Barcelona de Rondônia, è una società calcistica brasiliana con sede nella città di Vilhena, Rondônia.

## Storia
Inizialmente un club di Vitória da União, Corumbiara, il Barcelona ha iniziato a giocare nelle competizioni amatoriali nel 1995. Nel 2012, il club si è trasferito a Vilhena e divenne professionistico il 7 ottobre 2016.
Il Barcelona ha disputato la sua prima competizione professionale (il Campionato Rondoniense) nel 2017 e si è piazzato secondo dopo aver perso le finali con il Real Ariquemes; il club si è anche qualificato per il Campeonato Brasileiro Série D dell'anno successivo.